# Serrat de la Creu (l'Estany)

El Serrat de la Creu, respecte del terme de l'Estany

El Serrat de la Creu és un serrat del terme municipal de l'Estany, a la comarca del Moianès.
Està situat en el sector central del terme estanyenc, al sud-oest del nucli urbà. Queda a la dreta de la capçalera del Riu Sec i a migdia del Serrat del Masot.
En el seu vessant oriental hi ha, de sud a nord, el Camp Gran, la Barquera i el Camp d'Eulària.